# IC 1819
IC 1819 је лентикуларна галаксија у сазвјежђу Кит која се налази на листи објеката дубоког неба у Индекс каталогу.
Деклинација објекта је + 4° 3' 8" а ректасцензија 2h 35m 41,8s. Привидна величина (магнитуда) објекта IC 1819 износи 13,7 а фотографска магнитуда 14,7. IC 1819 је још познат и под ознакама CGCG 414-23, KARA 110, NPM1G +03.0090, PGC 9858.